# Anders Bure
För fartyget, se HMS Anders Bure.
Anders Bure, före adlandet Andreas Bureus, född 14 augusti 1571 i Säbrå, död 4 eller 24 februari 1646 i Stockholm, var en svensk matematiker och kartograf med titeln krigsråd. Han har kallats Den svenska kartografins fader.

## Biografi
Anders Bure var son till kyrkoherden Engelbertus Laurentii och Elisabeth Andersdotter Burea som härstammande från den s.k. Bureätten. Han var bror till diplomaten Jonas Bure och ämbetsmannen Olof Bure, samt kusin till Johannes Bureus. Tillsammans med den yngre brodern Jonas Bure adlades han 1624 på samma namn och på samma nummer som brodern Olof Bure; innan dess kallade han sig Bureus. Han gifte sig 1604 med Kjerstin Krabbe, som var dotter till hövitsmannen Knut Andersson Krabbe till Ek.
Om Anders Bures utbildning är inget känt; han nämns som kanslitjänsteman 1602. Året därpå nedtecknade han Karl IX:s släktträd. På kungens initiativ översatte han 1608 "Notae de regno Sveciae" eller "Relatio historica", som var ett på latin författat kungligt genealogiskt och historiskt alster av Jacob Typotius. Översättningen finns bevarad som handskrift, men trycktes ej. Anders Bure utsågs även att efteråt uppsätta Norrköpings riksdagsbeslut 1604.
Han hade även några diplomatiska uppdrag i bl.a. Ryssland 1605, deltog i fredsunderhandlingarna vid Knäred och deltog i gränsregleringen mellan Ryssland och Finland 1619–1621. Han deltog även i en beskickning till Ryssland 1634.
Efter att ha adlats 1624 utsågs han till assessor i Krigskollegium och till krigsråd 1640. Han var även en av de tre personer som fick uppdrag att övervaka svenska Bibelns tryckning 1616, och utsågs även att övervaka det offentliga byggnadsväsendet i Sverige 1623.

## Kartografi

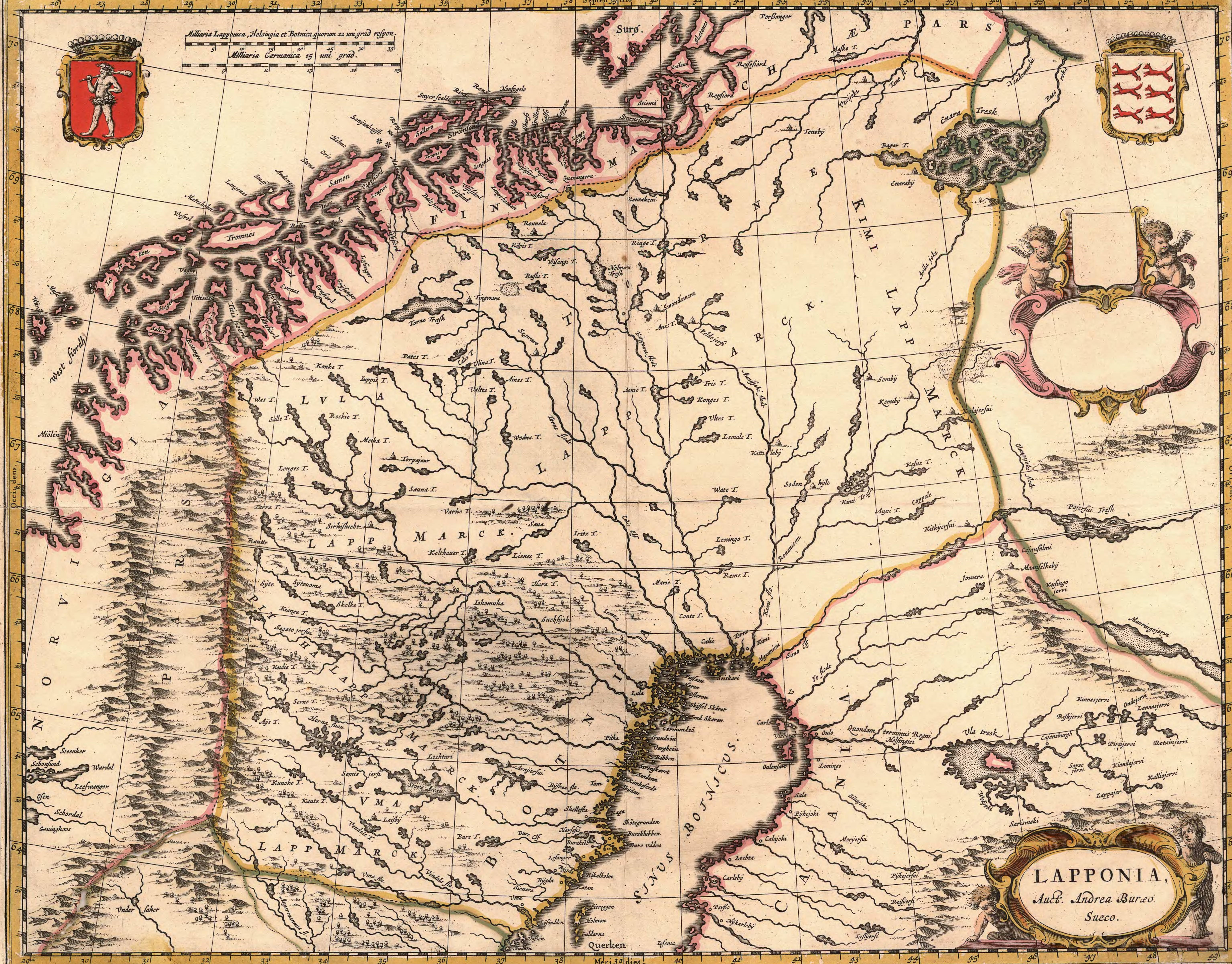
Karta över Lappland, av eller efter Anders Bure.

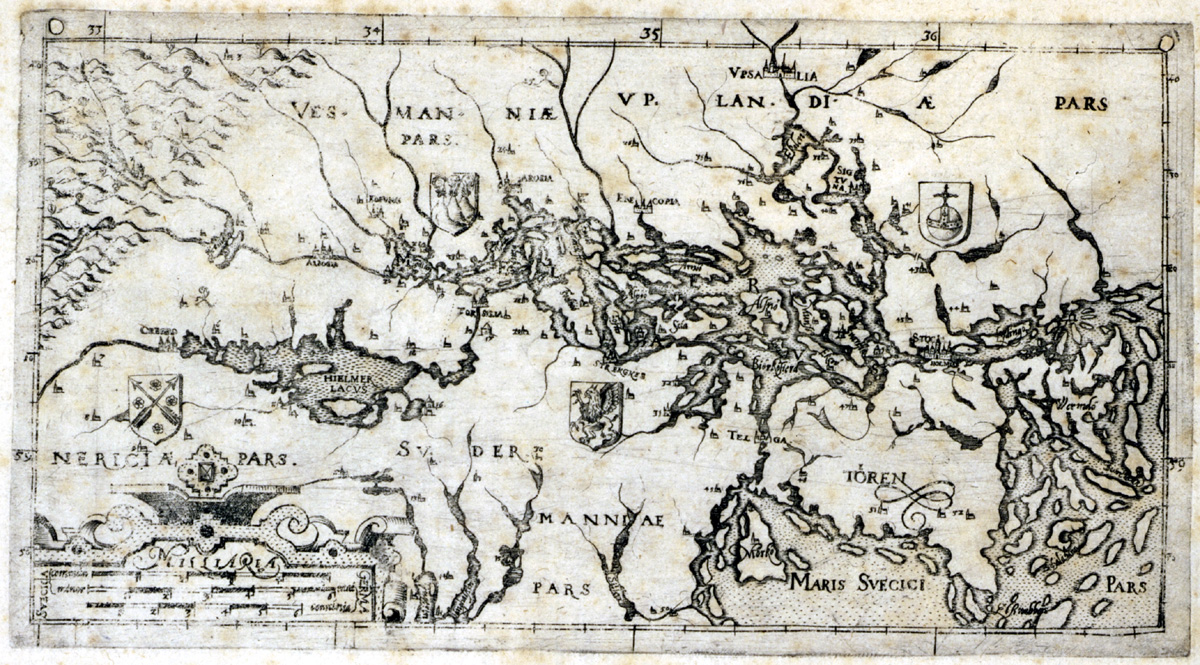
Bures Mälarkarta, troligen från 1614.

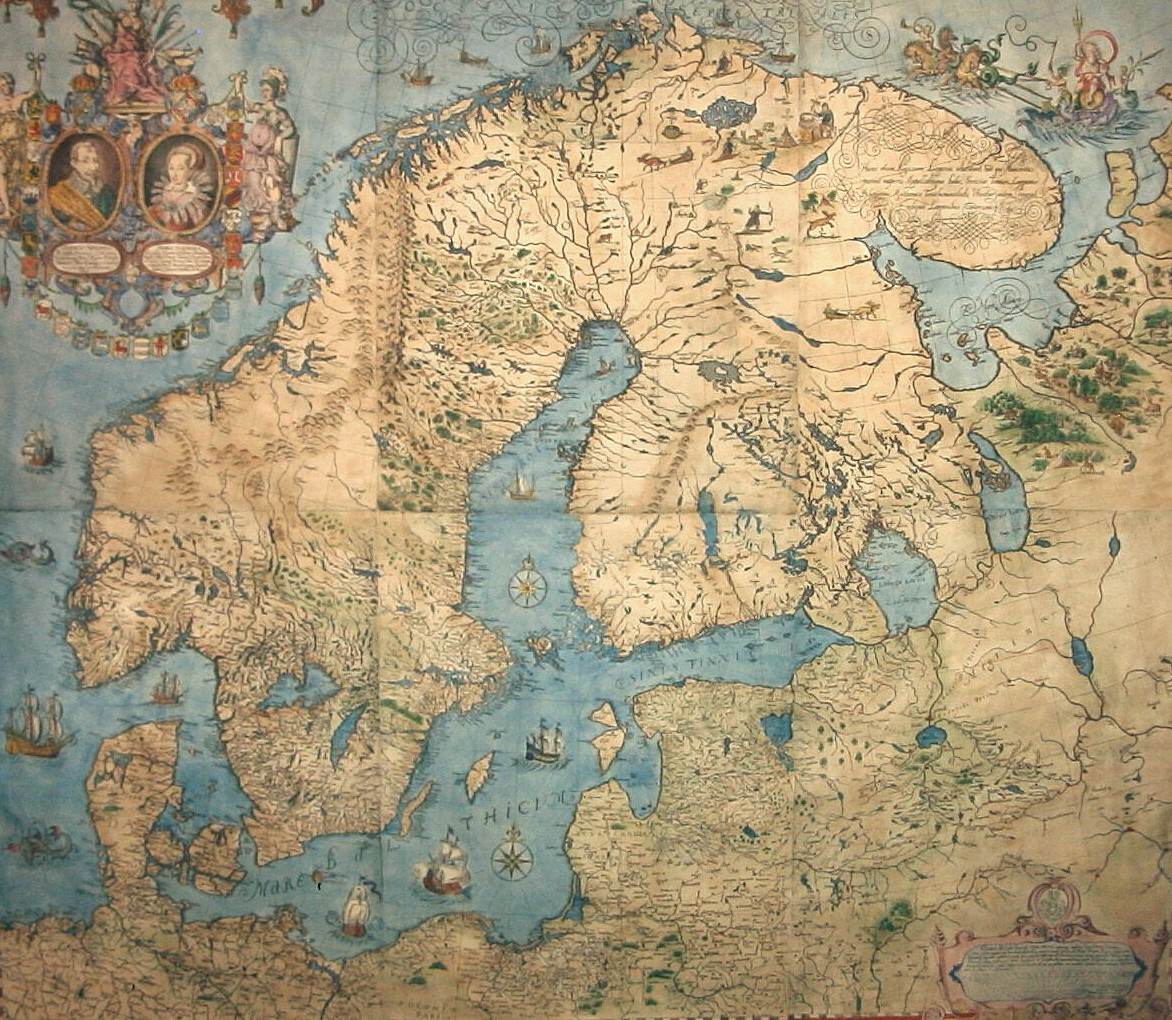
Orbis Arctoi nova et accurata delineatio.
Karta av Anders Bure, 1626

Bure har gjort pionjärarbete inom svensk kartografi både för rikets nordliga delar (Lapponia 1611) och för riket som helhet (1626). Tillsammans med sin bror Jonas samt kollega Abraham Lampadius hade de redan 1602 tillverkat en ritning över Stockholm. Men det är oklart vilka sorts kartor över Norden som fanns före 1600-talet, eftersom politiska konflikter, framför allt mellan Sverige och Danmark, ledde till att materialet i möjligaste mån undvek större publicitet. På kartan från 1611 som är 307 mm bred och 247 mm hög, måste man anstränga sig för att se bristerna. Bures karta innehåller avsevärda förbättringar av Olaus Magnus' Carta marina (1539). Exempelvis är Norrlands sjö- och älvsystem redan fullständigt klarlagt.
Beträffande Skandinaviens matematiska läge framgår det av kartan, att en stor mängd noggranna längd- och breddbestämningar måste legat till grund, då kartan även i detta avseende troget återger de verkliga förhållandena. Till skillnad från samtida holländska kartor är den inte romantiserad med jägare, krigare och mytologiska väsen, men på vissa ställen är den prydd med djurmotiv eller tillfälliga motiv för att korrigera felaktigheter. Den utmärkta utgåvan från 1611 fick välförtjänt uppmärksamhet hos konungen, och den 4 januari 1612 erhöll Bure en kunglig gratifikation på 100 daler.
Den första kartan över Sverige tillkom efter många år av mätningar och observationer. Det säges att Anders Bure hade god hjälp av fogdehandlingar, men han företog själv flera resor. Han var under förarbetet kanslisekreterare, vilket innebar att han reste till bland annat Ryssland i samband med Stolbovafreden 1619–1620. Gustav II Adolf skänkte honom 1622 1000 exemplar av 1618 års Bibel, vilkas intäkter skulle bekosta arbetet med kartan.  Kartan kallas Orbis Arctoi nova et accurata delineatio och blev färdig 1626; den föreställer även stora delar av Sveriges grannländer. Som utgångsmeridian användes Corvo bland Azorerna; kartan är graverad i sex blad med måtten 160x150 cm. Denna användes som grund för kartografer ända till 1936. Som efterskrift hade Anders Bure författat en text som på latin redogör för Sveriges politiska geografi, men även delvis skriven med runor.
Mycket lite är känt om Bure som person, och tyvärr är vi endast föga underrättade om de astronomiska och geografiska arbeten, varmed han under tiden sysselsatte sig. Men att dessa måste haft en betydande omfattning, kan vi förstå därav, att han på det första arbete av hans hand, som bevarats till vår tid, framträder som en skolad geograf och kartograf av mycket hög rang.

## Lantmäteriet och generalmatematicus
Anders Bure fick uppseende över det offentliga byggnadsväsendet 1623. År 1628 utnämndes Anders Bure till generalmatematikus; han är den enda som innehaft denna titel. I egenskap av detta lade han grunden till det svenska lantmäteriet, även om han inte var dess förste chef. Hans auktoritet på det området varade i nära 200 år innan man ändrade verksamheten. Hans uppgifter bestod i att utbilda lantmätare, något han gjorde ute på fältet. Detta var banbrytande vid denna tid, då studier ansågs vara huvudsakligen en litterär syssla.
Anders Bure var den förste att använda decimalsystemet i Sverige (1637) som Simon Stevin uppfunnit. Detta skedde i en handskrift över mått och vikt. Bure anger där tiondelar i en särskild kolumn. På Anders Bures initiativ infördes därefter decimalsystemet i mått och vikt. Han blev assessor i Krigskollegium och krigsråd 1635 respektive 1640. Han lät med egna medel anlägga en vattenledning i Stockholm.
Bure dog den 4 februari 1646, men på vapnet vid graven står det den 24 februari. Han begravdes i Husby-Långhundra kyrka, nära sin sätesgård Norrby.

### Buresläkten
- Bure (adlig släkt)
- Bureätten

### Andra svenska kartografer
- Petter Gedda
- Carl Gripenhielm
- Werner von Rosenfeldt
- Jacob Faggot
- Petrus Tillaeus
- Georg Biurman

### Historiska svenska kartor
- Bures Mälarkarta
- Gripenhielms Mälarkarta
- Gripenhielms generalkarta
- Petter Geddas generalkarta över Östersjön
- Stockholms historiska kartor